# Cucullia cinderella
Cucullia cinderella là một loài bướm đêm trong họ Noctuidae.